# Saint Andrew (Saint Vincent en de Grenadines)
Saint Andrew is de kleinste van de zes parishes van Saint Vincent en de Grenadines. De hoofdstad is Layou. Saint Andrew ligt in het zuidwesten van het eiland Saint Vincent en grenst aan de parishes Saint George, Saint Patrick en Charlotte.
Charlotte · Grenadines · Saint Andrew · Saint David · Saint George · Saint Patrick